# Chassé-croisé (film, 1993)
Pour les articles homonymes, voir Chassé-croisé.
Chassé-croisé (titre original: The Night We Never Met) est un film américain réalisé par Warren Leight (en) et sorti en 1993.
Il a été nommé au Festival de Deauville en 1993.

## Synopsis
Brian, agent de change, est à la veille de se marier. Cette perspective l'effraie passablement. Aussi le prudent fiancé décide-t-il de conserver son appartement de Greenwich Village, transformé pour l'occasion en garçonnière, et d'y réunir deux soirs par semaine ses amis.
Il charge sa secrétaire de lui trouver deux colocataires pour l'occuper pendant ses jours d'absence. C'est ainsi que se rencontrent Sam, crémier dans une épicerie de luxe, un garçon solitaire se remettant mal de sa rupture avec une insupportable comédienne, et Ellen, une assistante dentaire mal mariée, qui trouve quelque consolation dans la peinture.
La cohabitation de ces deux personnages va réserver plus d'une surprise...

## Fiche technique
- Titre original: The Night We Never Met
- Réalisation : Warren Leight (en)
- Scénario : Warren Leight
- Producteurs : Robert De Niro, Michael Peyser
- Production : Miramax Films, Tribeca Productions
- Durée : 99 minutes
- Dates de sortie :
  - États-Unis : 27 août 1993
  - France : 4 mai 1994

## Distribution
- Matthew Broderick : Sam Lester
- Annabella Sciorra : Ellen Holder
- Jeanne Tripplehorn : Pastel
- Tim Guinee : Kenneth
- Michelle Hurst : Leslie
- Dana Wheeler-Nicholson : Inga
- Brooke Smith : Catha
- Christine Baranski : Lucy
- Michael Mantell : Aaron Holder
- Lewis Black : Marty Holder
- Justine Bateman : Janet Beehan
- Naomi Campbell
- Katharine Houghton
- Steven Goldstein
- Catherine Lloyd Burns
- Bitty Schram